# クック郡 (テキサス州)
クック郡 (英: Cooke County) はアメリカ合衆国テキサス州に位置する郡である。人口は36,363人（2000年）。郡庁所在地はゲインズビルである。クック郡はテキサス革命の兵士、ウィリアム・ゴードン・クック (William Gordon Cooke) の名を取って命名された。

## 地理
アメリカ合衆国統計局によると、この郡は総面積2,328 km2 (899 mi2) である。このうち2,263 km2 (874 mi2) が陸地で65 km2 (25 mi2) が水地域である。総面積の2.80%は水地域となっている。

### 隣接する郡
- オクラホマ州ラブ郡 (北)
- グレイソン郡 (東)
- デントン郡 (南)
- ワイズ郡 (南西)
- モンタギュー郡 (西)

## 人口動勢

2000年国勢調査に基づくクック郡の人口ピラミッド

2000年国勢調査で、この郡は人口36,363人、13,643世帯、及び10,000家族が暮らしている。人口密度は16/km2 (42/mi2) である。7/km2 (17/mi2) の平均的な密度に15,061軒の住宅が建っている。この郡の人種的な構成は白人88.84%、アフリカン・アメリカン3.06%、先住民1.00%、アジア0.34%、太平洋諸島系0.01%、その他の人種5.16%、及び混血1.61%である。ここの人口の9.97%はヒスパニックまたはラテン系である。
この郡内の住民は27.30%が18歳未満の未成年、18歳以上24歳以下が8.70%、25歳以上44歳以下が26.10%、45歳以上64歳以下が23.00%、及び65歳以上が22,065%にわたっている。中央値年齢は37歳である。女性100人ごとに対して男性は97.40人である。18歳以上の女性100人ごとに対して男性は92.80人である。
この郡内の世帯ごとの平均的な収入は37,649米ドルであり、家族ごとの平均的な収入は44,869米ドルである。男性は32,429米ドルに対して女性は25,478米ドルの平均的な収入がある。この郡の一人当たりの収入 (per capita income) は17,889米ドルである。人口の14.10%及び家族の10.90%は貧困線以下である。全人口のうち18歳未満の19.80%及び65歳以上の10.70%は貧困線以下の生活を送っている。

## 都市及び町
- Callisburg
- ゲインズビル
- Lake Kiowa
- Lindsay
- Muenster
- Oak Ridge
- バレービュー